# Kąty Rybackie
Kąty Rybackie (niem. Bodenwinkel) – wieś w Polsce położona w województwie pomorskim, w powiecie nowodworskim, w gminie Sztutowo na Mierzei Wiślanej i niewielkim fragmencie Żuław Wiślanych przy drodze wojewódzkiej nr 501, w Parku Krajobrazowym „Mierzeja Wiślana”.

## Położenie
Kąty Rybackie znajdują się na terenie Mierzei Wiślanej na zachodnim brzegu Zalewu Wiślanego, w odległości 56 km od Gdańska, a 17 km od Krynicy Morskiej. W latach 1975–1998 miejscowość administracyjnie należała do województwa elbląskiego.
Wieś w całości leży w Parku Krajobrazowym „Mierzeja Wiślana” oraz siedliskowym obszarze Natura 2000 Zalew Wiślany i Mierzeja Wiślana PLH280007, a częściowo również w obszarze ptasim Zalew Wiślany PLB280010. Znajdują się tam szerokie, piaszczyste plaże oraz rezerwat przyrody „Kąty Rybackie”, który chroni jedną z największych w Europie kolonię lęgową kormorana czarnego. Zarówno sam rezerwat, jak i atrakcyjne położenie nad Zalewem Wiślanym dały podstawy do rozbudowania tu pokaźnej infrastruktury turystycznej i uczynienia z miejscowości popularnego ośrodka turystyczno-wypoczynkowego.

## Historia
Po I rozbiorze Polski Kąty Rybackie zostały zaanektowane przez Prusy. W latach 1773–1918 Kąty Rybackie podlegały administracji zaboru pruskiego, w 1919 znalazły się na terenie Wolnego Miasta Gdańska. 1 września 1939 zostały włączone do III Rzeszy, a wiosną 1945 znalazły się ponownie w Polsce. Obecną nazwę wsi zatwierdzono administracyjnie 12 listopada 1946.
W 1945 miejscowość znalazła się na trasie Żuławskiej Kolei Dojazdowej prowadzącej do Krynicy Morskiej. W 1953 r. rozpoczęto likwidację linii kolejowej Sztutowo – Nowa Karczma.

## Transport wodny

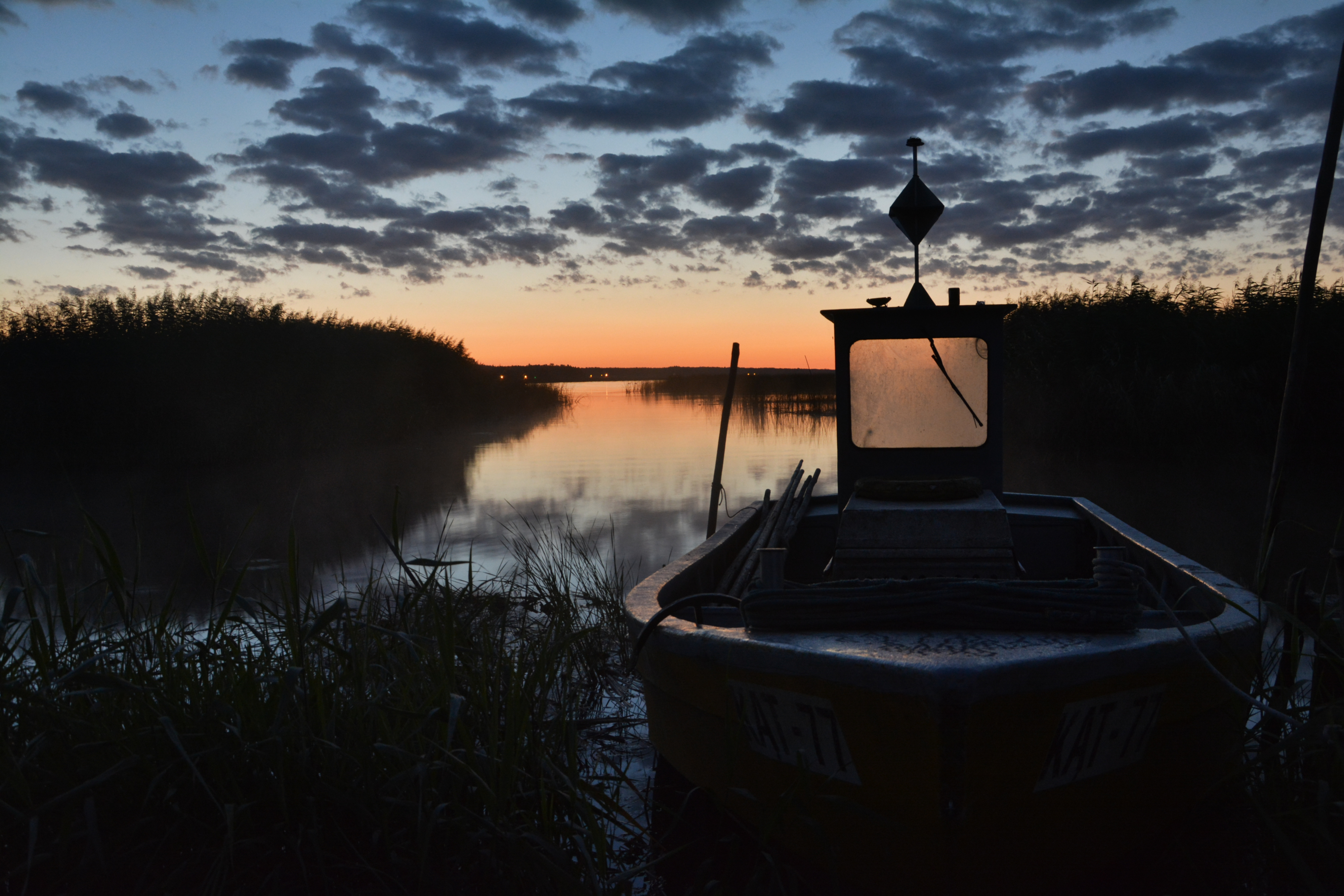
Wschód słońca nad starym portem rybackim (obecnie przystanią) nad Zalewem Wiślanym w Kątach Rybackich

We wsi znajduje się port morski i dwie przystanie morskie (nad Bałtykiem i nad Zalewem Wiślanym).

## Zabytki

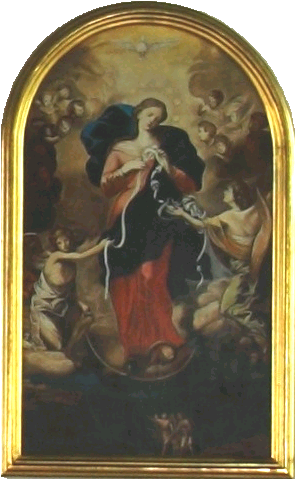
Maria Rozwiązująca Supełki w kościele św. Marka

- Kościół pw. św. Marka w Kątach Rybackich

## Inne
- Ławeczka Rybaka w Kątach Rybackich